# Mozume Kazuko
 (décembre 2019).
Si vous disposez d'ouvrages ou d'articles de référence ou si vous connaissez des sites web de qualité traitant du thème abordé ici, merci de compléter l'article en donnant les références utiles à sa vérifiabilité et en les liant à la section « Notes et références ».
Mozume Kazuko est un nom japonais traditionnel ; le nom de famille (ou le nom d’école) précède donc le prénom (ou le nom d’artiste).
Mozume Kazuko (物集和子), née en octobre 1888 et morte le 27 juillet 1979 à Tōkyō, est une femme de lettre japonaise. Elle écrit notamment des nouvelles dans des journaux comme la revue Hototogisu (ホトトギス) ou encore Seitô (青鞜), Les Bas-Bleus en français. 

## Biographie
Mozume Kazuko est née en octobre 1888 à Tokyo. Elle est originaire de Sendagi. Elle est la fille de Mozume Takami, un spécialiste des études nationales. Son frère est spécialiste de la littérature japonaise et sa sœur est romancière.

### Études
Elle est diplômée de l’école secondaire pour filles Atomi (跡見高等女学校). Elle étudie ensuite auprès de Futabatei Shimei (二葉亭四迷), auteur, traducteur et critique littéraire, et aussi auprès de Natsume Sôseki (夏目漱石), auteur de romans et de nouvelles. Grâce à leur aide, elle publie en juillet 1910 « Kanzashi » (« pince à cheveux ») dans la revue Hototogisu (ホトトギス). 

### La revue Seitô
En septembre 1911, elle rejoint Hiratsuka Raichô (平塚らいてう), Yasumochi Yashiko (保持やし子), Ki'uchi Teiko (木内貞子) et Nakano Hatsuko (中野初子) et ensemble elles fondent la revue Seitô (青鞜) que l’on traduit par Les Bas-Bleus. Initialement, sa sœur, Mozume Yoshiko une camarade de Hiratsuka Raichô, devait travailler sur cette revue mais venant de se marier à un diplomate, elle présenta Kazuko à sa place. Jusqu’en 1912, les bureaux de la revue se trouvent chez les Mozume. Parmi les publications de Mozume Kazuko, on trouve des nouvelles dont « Tanabata no yoru » : dans cette nouvelle le personnage principal va fêter tanabata (fête des étoiles au Japon) dans une famille nucléaire où il y a deux enfants. Ceci est avant-gardiste pour une époque où la famille générationnelle primait. La même année, les autorités font irruption chez elle et interdisent la publication du quatrième numéro de la revue pour trouble à l’ordre public. À cette époque et depuis 1905, toute manifestation politique est interdite aux femmes. Or la revue Seito, qui était une revue littéraire pour les femmes écrite par des femmes, devient peu à peu une revue porteuse de sens politique débattant notamment sur le système familial de l'ie(家), ou encore la place des femmes dans la société. Après l’intervention des autorités, Mozume Kazuko doit arrêter de publier dans cette revue à la demande de son père en utilisant comme prétexte le décès de sa mère. Cependant elle continue d’écrire plusieurs nouvelles comme « Okimi » sous le nom de Fujioka Kazué (藤岡一枝).

### Sa vie après Seitô
Après avoir épousé Fujinami Gō'ichi (藤浪剛一), elle s’éloigne de la revue Seitô. Elle se consacre à l'éducation des personnes handicapées en tant que secrétaire du département des femmes de l'association pour la promotion de l'éducation des personnes sourdes. Elle va également participer à l’édition du journal Sôtai 掃苔 (« visite à la tombe familiale »), un journal pour l’association des amateurs des visites de tombes fondée par son mari. En effet, son mari a pour passion la visite de tombe dans les temples. En 1940, elle écrit Tōkyō sôtairoku 東京掃苔録 où elle recense 2 477 noms et 593 temples après avoir visité des temples dans les 35 départements de Tōkyō avec son mari.
À la mort de son mari, elle va vivre avec sa sœur Yoshiko et gagne sa vie en donnant des cours de calligraphie.
Elle décède d’une insuffisance cardiaque le 27 juillet 1979 dans une maison de retraite à Tōkyō dans l’arrondissement de Setagaya.